# Hanna Hilton
Hanna Hilton (Brookville, Indiana, 31 oktober 1984) is een Amerikaanse pornoactrice.

## Biografie
Hilton was een cheerleader op de middelbare school en werkte parttime bij de Dairy Queen in Connersville, Indiana. Hilton begon in het modellenwerk toen ze afsprak om te poseren voor badkleding en lingerie foto's, door de fotograaf die haar laatstejaars middelbareschoolfoto's heeft gemaakt. Ze was ook in de video Girls Gone Wild Bests Breasts voordat ze ontdekt werd. Een impresario ontdekte haar online en bracht haar naar Los Angeles.
Haar eerste adult fotosessie was voor de uitgave van Penthouse van december 2006 als 'Pet of the Month'. Ze besloot om hardcorescènes te doen, omdat haar vriend Jack Venice schuldig bevonden aan verkrachtingen, weigerde ermee te stoppen. Ze deed haar eerste man/vrouw-scène met Venice voor Brazzers in april 2008. In mei 2008 had ze een exclusief contract bij Vivid Entertainment. Haar debuutfilm voor dit bedrijf was Meggan and Hanna Love Manuel.

## Prijzen
- 2006: Twistys Threat of the Month November[5]
- 2006: Penthouse-Pet Dezember
- 2007: Hustler Honey Januar
- 2007: Booble Girl of the Month Mai[6]
- 2008: Booble Girl of the Month Juli[7]
- 2009: Wrestlinginc Girl of the Month April[8]

## Filmografie
- Inertia (2010)
- Live!!! Nude!!! Girls!!! (2010)
- Squeeze (2010)
- Bounce 2 (2009)
- Hanna's House (2009)
- Suck It (2009)
- Bound and Gagged Business Girls! (2008) - Second Kidnap Victim
- Thrilling Chloro Conflicts! (2008) - Bikini Model
- The Kidnapping of Jana Cova! (2008)
- Wrap-Happy Model Captors! (2008)
- Bounce (2008)
- Busty Solos 2 (2008)
- Meggan & Hanna Love Manuel (2008)
- Porn Stars at Home (2008)
- Real Wife Stories (2008)
- Who's Killing the Pets? (2008)
- Sneaky Chloro Schemes! (2007)
- Pretty Packages Wrapped Tight (2007)
- Erin's Nude Bondage Conspiracy! (2007)
- Conspiracies Create Captives (2007) (V) - Angry Secretary
- Innocent Heroines Stripped and Bound (2007)
- Control 8 (2007)[9]